# Diocese de San Bartolomé de Chillán
A Diocese de San Bartolomé de Chillán (em latim: Dioecesis Sancti Bartholomaie de Chillán) é uma diocese localizada na cidade de Chillán, pertencente a Arquidiocese de Concepción no Chile. Foi fundada em 1916 pelo Papa Bento XV. Originalmente foi estabelecido como sendo Missão sui iuris de Chillán, sendo elevada à condição de diocese em 18 de outubro de 1925. Com uma população católica de 341.200 habitantes, sendo 70,0% da população total, possui 31 paróquias com dados de 2017.

## História
A Diocese de San Bartolomé de Chillán foi criada em 1916 pelo Papa Bento XV. Originalmente foi denominada como sendo Missão sui iuris de Chillán, sendo elevada à condição de diocese em 18 de outubro de 1925 com o nome de Diocese de Chillán. Em 2017 foi renomeada com o nome atual. 

## Lista de bispos
A seguir uma lista de bispos desde a criação da Missão sui iuris em 1916. Em 1925 foi elevada à condição de diocese. 
|                                       | Nome                                         | Período                            | Notas                                    |
| Bispos de San Bartolomé de Chillán    | Bispos de San Bartolomé de Chillán           | Bispos de San Bartolomé de Chillán | Bispos de San Bartolomé de Chillán       |
| ------------------------------------- | -------------------------------------------- | ---------------------------------- | ---------------------------------------- |
| 2º                                    | Sergio Hernán Pérez de Arce Arriagada, SS.CC | 2020-2024                          | Nomeado Arcebispo de Concepción          |
| 1º                                    | Carlos Pellegrín Barrera, SVD                | 2017-2018                          |                                          |
| Bispos de Chillán                     |                                              |                                    |                                          |
| 6º                                    | Carlos Pellegrín Barrera, SVD                | 2006-2017                          | Nomeado bispo dessa diocese              |
| 5º                                    | Alberto Jara Franzoy                         | 1982-2006                          |                                          |
| 4º                                    | Francisco José Cox Huneeus                   | 1974-1981                          | Nomeado Arcebispo Coadjutor de La Serena |
| 3º                                    | Eladio Vicuña Aránguiz                       | 1955-1974                          | Nomeado Arcebispo de Puerto Montt        |
| 2º                                    | Jorge Larraín Cotapos                        | 1937-1955                          |                                          |
| 1º                                    | Martín Rucker Sotomayor                      | 1925-1935                          |                                          |
| Bispos da Missão sui iuris de Chillán |                                              |                                    |                                          |
| 4º                                    | Martín Rucker Sotomayor                      | 1923-1925                          | Administrador apostólico                 |
| 3º                                    | Fr. Luis A. Venegas Henríquez                | 1922-1924                          | Administrador apostólico                 |
| 2º                                    | Fr. Zacarías Muñoz Henríquez                 | 1920-1921                          | Administrador apostólico                 |
| 1º                                    | Reinaldo Muñoz Olave                         | 1916-1920                          | Administrador apostólico                 |